# Altınyayla (Burdur)
Pour les articles homonymes, voir Altınyayla.
Altınyayla est une ville et un district de la province de Burdur dans la région méditerranéenne en Turquie.